# Ahmad Vahidi
Ahmad Shah Cheraghi, más conocido como Ahmad Vahidi (Shiraz, 27 de junio de 1958) es un político iraní que se desempeñó como ministro del Interior de Irán desde 2021 hasta 2024. Anteriormente, fue comandante de los Cuerpos de la Guardia Revolucionaria Islámica y ministro de Defensa de su país, entre 2009 y 2013. Vahidi fue investigado por la Justicia argentina por ser el supuesto autor intelectual del atentado a la AMIA y en 2009 el Estado argentino pidió su captura internacional.
Está denunciado como el responsable de tres atentados con bombas colocadas en camionetas en Beirut durante la década de los '80. El Coronel Timothy J. Geraghty, Comandante en jefe de las Fuerzas de Paz de Naciones Unidas en Líbano en 1983, lo acusó en su informe del 26 de octubre de 2011, como el responsable directo de los tres atentados de Beirut.
Desde 2009 tiene pendiente un pedido de captura de INTERPOL por estar investigado, por la justicia argentina, en la causa por el Atentado a la AMIA en 1994.
En junio de 2025 fue designado comandante interino de la Guardia Revolucionaria Islámica.

## Biografía
Su nombre real es Ahmad Shah Cheraghi, y es apodado Vahid. Se recibió de bachiller en electrónica y realizó una maestría en Ingeniería industrial. Se recibió como PhD en estudios estratégicos en la Universidad Imam Sadegh.

### Carrera militar
Vahidi se unió a la Guardia Revolucionaria en 1979. Fue nombrado adjunto del entonces comandante de la Guardia Revolucionaria Mohsen Rezai para asuntos de inteligencia en 1981. El mismo año también fue nombrado comandante de la base de Balaal. En 1983, se unió a la Fuerza Quds, unidad de la Guardia Revolucionaria que se encarga de las operaciones fuera de Irán. Tiene el rango de general de brigada. 
Vahidi fue nombrado viceministro de Defensa en 2005, cuando Mostafa Mohammad-Najjar fue designado ministro de Defensa. Estuvo en el cargo hasta 2009. En agosto de 2009, el presidente Mahmoud Ahmadinejad lo nombró ministro de Defensa . Recibió el 79,3% de los votos de los miembros del parlamento. El mandato de Vahidi finalizó el 15 de agosto de 2013 y Hossein Dehghan lo reemplazó en el cargo.
En junio de 2025 fue designado comandante interino de la Guardia Revolucionaria Islámica.

## Controversias

#### Su papel en el atentado a la AMIA
Ahmad Vahidi, junto con otras cuatro figuras jerárquicas iraníes, están pedidos por las autoridades argentinas e INTERPOL, a solicitud de Argentina, para que declaren ante la justicia ya que se los ha sindicado como que han tenido un rol central que tuvieron en la planificación y dirección del ataque suicida al edificio del centro comunitario AMIA en Buenos Aires.
En el atentado a la AMIA perpetrado en horas tempranas de la mañana del 18 de julio de 1994, fueron asesinadas 85 personas que estaban en el edificio y los alrededores. Más de 240 personas resultaron heridas. Una gran parte del edificio colapsó y grandes daños ocurrieron en las estructuras adyacentes.
Las autoridades argentinas designaron a un equipo para investigar el atentado. El 25 de octubre de 2006, el fiscal de la causa, Alberto Nisman presentó un informe de más de 800 páginas en el que dio a conocer gran cantidad de información reunida por la fiscalía argentina y denunció que el ataque fue ordenado por el líder iraní Vahidi y perpetrado por Hezbollah como representante de la implementación de las políticas iraníes.
De acuerdo con el informe, Ahmad Vahidi habría jugado un rol principal en la planificación y dirección del ataque a la AMIA, las más altas autoridades del gobierno de Irán, en el momento del ataque, a saber, los señores Rafsanjani, Fallahijan, Velayati, Rezai y Vahidi, habrían sido el grupo que planificó  y decidió perpetrar el ataque a la AMIA, quienes ejecutaron diagramas mostrando cómo debía ser realizado, confiaron su ejecución a la organización terrorista libanesa Hezbollah (que actuó como un mero apéndice de los deseos del gobierno iraní) y se habrían hecho cargo de la fase final, que consistió  en la voladura de la AMIA el 18 de julio de 1994.
Alberto Nisman pidió la detención de los supuestos planificadores del atentado.
El 9 de noviembre de 2006, el juez argentino Rodolfo Canicoba Corral adoptó las recomendaciones de la fiscalía e implementó las órdenes judiciales de arresto internacional de los siete sospechosos iraníes y un representante de Hezbolá. Luego del pedido de Argentina, el Comité Administrativo de INTERPOL implementó las “red notices” (alertas rojos) para cinco iraníes senior, Ahmad Vahidi entre ellos, y el funcionario terrorista de Hezbolá, Imag Moughnieh, posteriormente asesinado en Damasco, por su supuesta participación en el ataque terrorista.